# طرح صیانت
طرح نظام تنظیم مقررات خدمات فضای مجازی که در بین عموم مردم به طرح صیانت مشهور است، نام طرحی است که توسط نمایندگان دوره یازدهم مجلس شورای اسلامی طرح شد. این طرح، یکی از خبرسازترین و پرحاشیه‌ترین طرح‌های مطرح شده در مجلس شورای اسلامی‌ست که با خود، انتقادات وسیعی را به همراه آورد. با اینکه کلیات این طرح با ۱۸ رای موافق و ۱ رای مخالف در تاریخ ۳ اسفند ۱۴۰۰ در کمیسیون مشترک مجلس شورای اسلامی تصویب شد ولی یک روز بعد هیئت رئیسه مجلس تصمیم کمیسیون مشترک در تصویب این طرح را به دلیل ایرادات شکلی در چگونگی بررسی طرح لغو کرد.
بر اساس پیش‌نویس این طرح، کارگروه مدیریت گذرگاه مرزی متشکل از رئیس مرکز ملی فضای مجازی (ریاست کارگروه) و نمایندگان وزارت ارتباطات و فناوری اطلاعات، سازمان پدافند غیر عامل، وزارت اطلاعات، نیروی انتظامی، قوه قضائیه، ستاد کل نیروهای مسلح و سازمان اطلاعات سپاه سازمان کارگروه تعیین محتوای مصادیق مجرمانه ایجاد می‌شود تا نسبت به امنیت ارتباطات و اطلاعات و مدیریت ترافیک ورودی و خروجی ایران در گذرگاه‌های ایمن مرزی تصمیمات لازم را اتخاذ کند.

## پیش‌زمینه
سید علی خامنه‌ای رهبر جمهوری اسلامی بارها فضای مجازی در ایران را «ول و رها» خوانده و از محدود نکردن آن توسط نهادهای مسئول انتقاد کرده است. او خطاب به مسئولان قضایی گفت: برای برخورد «اگر قانون ندارید، سریع تهیه کنید». او در یک سخنرانی گفته بود «هر چند وقت یک بار یک شایعه‌ای در فضای مجازی پخش می‌شود، مردم را نگران می‌کند. این امنیت روانی مردم را از بین می‌برد. یکی از وظایف قوه قضائیه برخورد با همین مسئله است. تا دیروز فقط روزنامه‌ها بودند که این کارها را می‌کردند، حالا فضای مجازی هم اضافه شده است». به گفته بهروز محبی از نمایندگان مجلس، اشاره خامنه‌ای باعث شد طرح صیانت از فضای مجازی جدی شود.

### شورای عالی فضای مجازی
شورای عالی فضای مجازی یکی از سازمان‌های زیر نظر رهبر در ایران است که به دستور سید علی خامنه‌ای در سال ۱۳۹۰ تأسیس شد.
محمدصالح جوکار نماینده مجلس در شهریور ۱۴۰۱ گفت «این طرح دیگر در دستور کار مجلس نیست؛ بروید از شورای عالی فضای مجازی سؤال بپرسید. تصمیم اول و آخر در خصوص طرح صیانت را این شورا خواهد گرفت. این طرح، یک طرح تمام شده است؛ دنبال چه چیزی می‌گردید؟ به‌قول معروف، فلانی مُرد خاکش هم کردند شما دیگر به دنبال چه هستید؟» در همان ماه این شورا ترکیب و اختیارات کمیسیون عالی تنظیم مقررات که در این طرح عنوان شده بود را تصویب می‌کند. براین اساس کمیسیونی در جایگاه «تنظیم‌گر» در فضای مجازی ایران ایفای نقش می‌کند. به گفته مجتبی رضاخواه نماینده مجلس، اختیاراتی به این کمیسیون داده می‌شود که به هیچ‌کس پاسخگو نیست.

## طرح
- پیش‌نویس طرح قانون حمایت از حقوق کاربران و خدمات پایه کاربردی فضای مجازی متن فارسی در ویکی‌نبشته

دروازه‌های ورودی اینترنت به ایران، بر اساس داده‌های سال‌های ۲۰۰۶ و ۲۰۰۷. اعداد نشان دهنده پهنای باند در STM-1 هستند. هر STM-1 تقریباً برابر با ۱۵۵ مگابیت بر ثانیه است.

آن طور که سوابق نشان می‌دهد ابتکار عمل در تهیه طرح صیانت به پیش از مجلس یازدهم می‌رسد و در پیوند با محافلی خارج از این نهاد است. عباس مرادی، سینا کلهر، مسعود فیاضی و روح‌الله مومن‌نسب از کسانی هستند که در تدوین طرح صیانت نقش داشته‌اند.

### نام
طرح مرکز پژوهش‌های مجلس ایران برای اینترنت تاکنون چهار بار تغییر نام داده و پس از انتقاد مرکز پژوهش‌های مجلس به «نظام تنظیم مقررات خدمات فضای مجازی» تغییر پیدا کرد. «طرح ساماندهی پیام‌رسان‌های اجتماعی»، «طرح صیانت از حقوق کاربران در فضای مجازی و ساماندهی پیام رسان‌های اجتماعی» و «طرح حمایت از حقوق کاربران فضای مجازی و خدمات پایه کاربردی» سه نام پیشین این طرح بوده است. این طرح همچنین به نام «طرح صیانت» یا «طرح صیانت از فضای مجازی» نیز معروف است.

### تعاریف
- خدمات پایهٔ کاربردی: به خدماتی گفته می‌شود که به بخش غیرقابل‌اجتناب از فضای مجازی و شبکه ملی اطلاعات تبدیل شده و دارای جنبه راهبردی یا مخاطب داخلی بالایی هستند.
- درگاه خدمات پایه کاربردی: سامانه‌ای که به‌موجب این قانون به‌منظور ثبت و تأیید هویت و فعالیت خدمات پایه کاربردی راه‌اندازی می‌شود.
- گذرگاه ایمن مرزی: مجموعه نقاط اتصال شبکه ارتباطی خارج از کشور به داخل و بالعکس که از طریق آن‌ها دسترسی انجام‌شده و تبادل داده جریان می‌یابد.

### کمیسیون عالی تنظیم مقررات
بر اساس مادهٔ سوم طرح صیانت، کمیسیون عالی تنظیم مقررات مسئول اجرای مصوبات شورای عالی فضای مجازی و قوانین مربوط به آن شناخته شده و به عنوان مرجع تنظیم قوانین برای شبکه‌های اجتماعی و خدمات ارتباطی فعالیت می‌کند. با توجه به ترکیب این کمیسیون نقش دولت در مدیریت اینترنت و فضای مجازی کمرنگ می‌شود و عملاً از وزارت ارتباطات سلب اختیار می‌شود.
ترکیب این کمیسیون به شکل زیر است:
1. مرکز ملی فضای مجازی (رئیس مرکز به عنوان رئیس کمیسیون)
2. دادستانی کل کشور
3. ستاد کل نیروهای مسلح
4. وزارت ارتباطات و فناوری اطلاعات
5. وزارت اطلاعات
6. وزارت فرهنگ و ارشاد اسلامی
7. وزارت صنعت، معدن و تجارت
8. معاونت علمی و فناوری ریاست جمهوری
9. وزارت امور اقتصادی و دارایی
10. سازمان پدافند غیرعامل
11. سپاه پاسداران انقلاب اسلامی
12. نیروی انتظامی
13. سازمان صدا و سیما
14. سازمان تبلیغات اسلامی
15. سه نفر اعضای حقیقی شورای عالی فضای مجازی به انتخاب شورا
16. یک نفر نماینده از نظام صنفی رایانه‌ای
17. یک نماینده مجلس شورای اسلامی عضو کمیسیون فرهنگی به عنوان عضو ناظر
18. یک نماینده مجلس شورای اسلامی عضو کمیسیون صنایع و معادن به عنوان عضو ناظر
19. یک نماینده مجلس شورای اسلامی عضو کمیسیون امنیت ملی و سیاست خارجی به عنوان عضو ناظر برای تهیه و تصویب ضوابط همکاری‌های بین‌المللی دو یا چندجانبه در حوزه فضای مجازی.

### فعالیت خدمات پایهٔ کاربردی در ایران
بر اساس این طرح، خدمات پایهٔ کاربردی برای ادامهٔ فعالیت در ایران، باید تا حداکثر چهار ماه جهت رعایت تعهدات زیر اقدام کنند:
- رعایت قوانین کشور
- ثبت در درگاه خدمات پایهٔ کاربردی
- معرفی نمایندهٔ قانونی در ایران و پذیرش تعهدات ابلاغی کمیسیون عالی تنظیم مقررات

در غیر این صورت، اگر جایگزینی مناسبی (به تشخیص کمیسیون) بر این خدمات موجود بود، پلتفرم مسدود خواهد شد و در غیر این صورت، وزارت ارتباطات و فناوری اطلاعات موظف است ظرف هشت ماه اقدام به تولید این جایگزین مناسب کند. اگر وزارت ارتباطات از این عمل سر باز زد، جریمه شده و این وظیفه به مرکز ملی فضای مجازی محول می‌شود.

### ترافیک شبکه
بر اساس مادهٔ ۹ این طرح، کارگروه مدیریت گذرگاه ایمن مرزی (متشکل از رئیس مرکز ملی فضای مجازی (ریاست کارگروه) و نمایندگان ستاد کل نیروهای مسلح، سازمان اطلاعات سپاه، وزارت اطلاعات، وزارت ارتباطات و فناوری اطلاعات، سازمان پدافند غیر عامل و قوه قضائیه) موظف است ترافیک ورودی و خروجی کشور و پلتفرم‌های مختلف را کنترل کند. جلوتر و در مادهٔ ۱۷ آمده‌ست که «سهم ترافیک هریک از خدمات پایه کاربردی داخلی در شبکه ملی اطلاعات باید از حداقل مصوب کمیسیون نسبت به ترافیک کل خدمات پایه کاربردی متناظر در کشور بیشتر باشد.». در این بخش، بی‌طرفی شبکه کاملاً نقض شده است.

### اطلاعات کاربران
این طرح در مادهٔ ۲۵ خود، تکالیفی برای ارائه‌دهندگان خدمات پایهٔ کاربردی مشخص می‌کند تا آنها را موظف به حفاظت از داده‌های خصوصی کاربران خود کند، هرچند بندهای ۱۱ تا ۱۴ این ماده، بسیاری از منتقدان را نسبت به این نیت مشکوک کرده‌ست. این بندها، شامل موارد زیر هستند:
- رعایت الزامات خدمات سالم‌سازی، امنیت و پدافند غیرعامل در شبکه ملی اطلاعات
- فراهم نمودن تمهیدات لازم برای پیشگیری، شناسایی و مقابله با جرم در فضای مجازی
- اجرای دستورها و احکام صادره از سوی مقامات صلاحیت‌دار قانونی براساس مجوز قضایی.
- نگهداری و ارائه ادله الکترونیکی به مراجع ذی‌ربط بر اساس مقررات ناظر به جمع‌آوری و استناد پذیری ادله الکترونیکی موضوع قانون آئین دادرسی کیفری.

## روند تصویب
روز چهارشنبه، ششم مرداد ۱۴۰۰، در جلسه غیرعلنی مجلس با حضور ۲۰۸ نماینده مجلس شورای اسلامی، ۱۲۱ نماینده با بررسی طرح «صیانت از حقوق کاربران در فضای مجازی و ساماندهی پیام‌رسان‌های اجتماعی» طبق اصل ۸۵ قانون اساسی در کمیسیون فرهنگی موافقت و ۷۴ نفر مخالفت کردند؛ ۹ نفر نیز به آن رای ممتنع دادند. بر اساس اصل ۸۵، مجلس شورای اسلامی «در موارد ضروری» می‌تواند اختیار وضع بعضی از قوانین را به کمیسیون‌های داخلی خود بسپارد، در این صورت این قوانین در مدتی که مجلس تعیین می‌کند بدون نیاز به تصویب در صحن علنی به صورت آزمایشی اجرا می‌شود.
در تاریخ ۳ اسفند ۱۴۰۰ کمیسیون مشترک مجلس شورای اسلامی کلیات این طرح را با ۱۸ رای موافق کلیات به تصویب رساندند همان روز سید بهزاد پورسید، معاونت قوانین این مجلس در نامه‌ای به رئیس کمیسیون ویژه طرح حمایت از حقوق کاربران، این رای‌گیری و تصویب کلیات را غیرقانونی دانست. و یک روز بعد هیئت رئیسه مجلس تصمیم کمیسیون مشترک در تصویب این طرح را به دلیل ایرادات شکلی در چگونگی بررسی طرح لغو کرد.
مجلس ایران در جلسه غیرعلنی ۲۲ فروردین ۱۴۰۱ و در یک رای‌گیری استمزاجی، نظرخواهی در مورد بازگشت این طرح به صحن علنی مجلس انجام داد که با ۱۲۰ رای موافق، ۱۰۹ رای مخالف و ۹ رای ممتنع همراه شد.

## اثرات
بسیاری، این طرح را در راستای محدودسازی بیشتر اینترنت ایران دانسته‌اند. بر اساس این طرح، هر آنچه که از خارج از مرزها به داخل چنین شبکه‌ای وارد شده، پالایش و بر اساس آن سطوح دسترسی متفاوتی بر حسب شغل کاربر تعریف می‌شود تا مجوز دست‌یابی هر کاربر به اینترنت، نسبت به کاربران دیگر متفاوت باشد. بر اساس این طرح کارکنان مسئول در دستگاه‌های اجرایی کشور در صورت استفاده از سرویس‌های خارجی بدون مجوز به انفصال از خدمت محکوم می‌شوند.
تصویب این طرح چه در مجمع تشخیص مصلحت نظام، چه در مجلس و شورای نگهبان می‌تواند نقطه پایانی بر حضور ساکنان داخل ایران در دهکده جهانی باشد. پس از انتشار خبر این طرح جستجوی کلمه «مهاجرت» در گوگل از روز چهارشنبه از سوی کاربران داخل ایران چند برابر شده است.

### فیلتر گسترده‌تر اپلیکیشن‌های ارتباطی
به گفته رادیو فردا مخالفان براین باورند حامیان طرح؛ اپلیکیشن‌های ایرانی دولتی مثل روبیکا و روبینو (شرکت همراه اول) را به عنوان جایگزین اپلیکیشن اینستاگرام غالب خواهند کرد.

## مخالفت

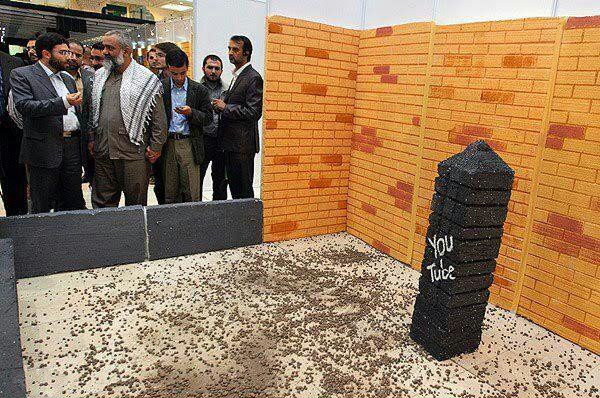
بازدید سردار نقدی از اثری که اشاره به فیلترینگ یوتیوب دارد.

خانهٔ آزادی، آزادی اینترنت ایران را جزو بدترین‌ها در جهان و هم‌ردهٔ چین دانسته.

### پیش‌زمینهٔ مخالفت‌ها
فیلترینگ در ایران، به دستور کارگروه تعیین مصادیق محتوای مجرمانه صورت می‌گیرد، این کارگروه متشکل از ۱۲ عضو بوده که ۶ عضو آن از طرف قوهٔ مجریهٔ و ۶ عضو دیگر از طرف قوهٔ مقننه معرفی می‌شوند. با این حال، روند این مسدودسازی به درستی مشخص نیست و همین باعث می‌شود که دولت تقصیر فیلترینگ را بر گردن دیگر نهادها بیندازد.
گزارشگران بدون مرز، در سال ۲۰۱۳ ایران را به همراه چین، سوریه، بحرین و ویتنام در فهرست دشمنان اینترنت قرار داد. در سال ۲۰۲۰، گزارشی از خانهٔ آزادی ایران را به همراه چین به عنوان نمونه‌هایی از بسته‌ترین اینترنت‌های جهان به کار برد. از همین رو بحث شبکهٔ ملی اطلاعات در ایران، بحثی حساس است، چرا که بسیاری معتقدند این شبکه در واقع ابزاری‌ست برای محدودیت‌های بیشتر یا حتی قطع اینترنت ایران. در ایران، بخش قابل توجه‌ای از اینترنت (مانند فیس‌بوک، توییتر، تلگرام و غیره) فیلتر شده‌اند.
پس از قطع اینترنت در آبان ۹۸ (که بزرگ‌ترین قطع اینترنت در تاریخ ایران بوده‌ست)، قطعی اینترنت خوزستان در تابستان ۱۴۰۰ و روند رو به افزایش اختلال‌ها، حساسیت منتقدان بر اینترنت ایران بسیار بیشتر شده. از طرفی و همزمان با این محدودیت‌ها، شبکهٔ ملی اطلاعات از همیشه پیشرفته‌تر شده و همین، نگرانی مردم برای اینترنت را افزایش می‌دهد.

### پایان اینترنت آزاد
بسیاری از منتقدان این طرح را پایان اینترنت آزاد در ایران و معادل «اینترانت ملی» می‌دانند؛ چیزی شبیه آنچه در چین جریان دارد.
منتقدان می‌گویند حامیان این طرح به دنبال اعمال فیلترینگ گسترده‌تر و پس از آن جایگزینی برخی اپلیکیشن‌ها هستند. از ۱۵ تیر ماه سال جاری، کارزاری در مخالفت با تصویب آن به راه افتاد و نامه مخالفت با این طرح خطاب به محمدباقر قالیباف، نماینده مجلس، دست‌کم از سوی بیش از یک میلیون کاربر ایرانی فضای مجازی امضا شد.
۷۴ نماینده مجلس که به این طرح رأی منفی داده‌اند از جمله مخالفان حکومتی این طرح هستند. اکثریت مخالفان این طرح ساخت سرویس‌های بومی با کیفیت مشابه را غیرممکن می‌دانند و این طرح را باعث نابودی کسب‌وکارهای اینترنتی و تحدید بیشتر آزادی بیان و حریم شخصی کاربران می‌شمارند.
۴۸ کسب و کار بزرگ دیجیتال در ایران مانند دیجی‌کالا، کافه بازار، آپارات، ابرآروان، اسنپ و غیره، در بیانیه‌ای با ابراز مخالفت با طرح صیانت از حقوق کاربران در فضای مجازی، خواهان تجدید نظر در رابطه با مطرح شدن این طرح در مجلس و توقف آن شدند.
در همین راستا بسیاری از خبرنگاران و فعالان رسانه‌ای هم در واکنش به این طرح راهکارهای مخالفت با طرح صیانت را در ۱۸ بند ارائه کرده‌اند که مردم می‌توانند به کمک این روش‌ها اعتراض خود به طرح صیانت از کاربران در فضای مجازی را به گوش مسئولان برسانند.
سازمان گزارشگران بدون مرز روز چهارشنبه ششم مرداد ضمن محکوم کردن طرح محدودکننده اینترنت در ایران، این قانون را «تبعیضِ دیجیتال» علیه حق آگاهی مردم و برگرفته از روش «سانسور در چین» خواند.

### واکنش مخالفان
کاربران و فعالان سیاسی در شبکه‌های اجتماعی در مخالفت با این طرح واکنش نشان دادند.
- عباس عبدی دلیل این طرح را ترس از آگاهی مردم و آزادی دانست و نام آن را تدلیس خواند.[۳۵]
- سیدجمال هادیان‌زواره مدیر روابط عمومی وزارت ارتباطات دولت دوازدهم در توئیتر خود این طرح را در عمل، تحدید اختیارات رئیس‌جمهوری و انحلال وزارت ارتباطات دانست.[۳۶]
- محمدجواد آذری جهرمی، وزیر وقت ارتباطات و فناوری اطلاعات، این طرح را عامل انسداد فضای مجازی و مبهم‌تر شدن حکمرانی سایبری دانست.[۳۷]
- مسعود پزشکیان این طرح را بی‌ثمر دانست و گفت همان‌طور که مخالفت با رادیو و حمام و ویدئو به جایی نرسید، این طرح هم به جایی نمی‌رسد.[۳۸]
- رسول جعفریان این طرح را مرگ علمی دانست.[۳۹]
- احمد زیدآبادی در مخالفت این طرح را در واقع محدودسازی و دیوارکشی نامید.[۳۹]
- جلال محمودزاده:[۴۰] این طرح شبکه‌های اجتماعی خارجی را مسدود و این به کسب و کار مردم و شرکت‌های دانش بنیان آسیب جدی می‌زند.[۴۱] او در مخالفت با این طرح و با اشاره به آن بخشی که پیام‌رسان‌های خارجی را موظف می‌کند ظرف چهارمه از تصویب این طرح در ایران دفتر ایجاد کنند، گفته است: «به خاطر تحریم‌ها و عدم مراودات اقتصادی ایران با سایر کشورها، پیام‌رسان‌های خارجی نمی‌توانند در عرض چهار ماه دفتر مستقل در ایران ایجاد کنند. در نتیجه این شبکه‌ها مسدود خواهند شد و کسب و کار و مشاغل مردم تعطیل می‌شود.»[۱۸]
- سید محمد خاتمی در واکنش به این طرح گفت: «این طرح با روح قانون اساسی مغایر است و در کوتاه مدت حاصل آن نارضایتیِ به حقِّ مردم و خللِ بیشتر در زندگیِ تحت‌فشار آنان است و هزینه‌های بی‌فایده، بلکه پرضرر برای کشور و ملت و دولت دارد».[۴۲]
- حسن محمدیاری نماینده تالش از دیگر مخالفان این طرح است. او در بیان علت مخالفتش گفته است: «ما مردم شهرستان‌ها با محرومیت بیشتر مواجه هستیم و بیشتر مراجعاتی که در سطح شهرستان داریم، دربارهٔ بیکاری است. وقتی نمی‌توانیم کاری برای مردم ایجاد کنیم، چرا بستر خوداشتغالی را از آن‌ها بگیریم؟»[۱۸]
- رئیس جامعه گردشگری الکترونیک تصویب و اجرای طرح موسوم به صیانت از حقوق کاربران را ضربه مهلکی به گردشگری دانسته است. حسن تقی‌زاده انصاری در این باره گفته است: «بیش از ۹۰ درصدِ جذب گردشگر و آشنایی علاقه‌مندان به سفر، از طریق فضای مجازی اتفاق می‌افتد. در دنیای امروز، گردشگر بدون تحقیق مقصدی را برای سفر انتخاب نمی‌کند و این شناخت از طریق فضای مجازی و شبکه‌های اجتماعی محقق می‌شود. چنانچه در این فضا محدودیتی به وجود آید بازار گردشگری را از دست می‌دهیم.»[۱۸]

## موافقان
- سید احمد خاتمی در حمایت از این طرح، این طرح را خواستهٔ مردم دانست و ادعا کرد که آمریکا می‌خواهد جوانان را با شهوت آشنا کند.[۴۳]
- حسین شریعتمداری در روزنامه حکومتی کیهان با حمایت از طرح نوشت که باید اینترنت را به اهلش سپرد و آن را بومی‌سازی و علمی‌سازی و آرزوی بزرگ مردم ایران خواند.[۴۴]
- مرتضی آقاتهرانی، رئیس کمیسیون فرهنگی مجلس یازدهم، مدعی شده است که این طرح را مرکز ملی فضای مجازی و اعضای حقیقی شورای عالی فضای مجازی و دستگاه‌های اجرایی حاکمیتی تأیید کرده است.[۴۵]
- عیسی زارع‌پور، وزیر ارتباطات عدم مخفی کاری طرح را یک اشتباه نامیده است. او گفت «اتفاقی که از نظرم از ابتدا اشتباه رخ داد، این بود که بحث را رسانه‌ای کردند. در حالی که این بحث باید در لایه نخبگانی حل شود، اما تبدیل به دغدغه و نگرانی برای تمام مردم شد.»[۴۶]

## نمایندگان ارائه‌دهنده
1. نصرالله پژمان‌فر - مشهد و کلات
2. ابراهیم عزیزی - شیراز و زرقان
3. حسین امامی‌راد - چناران و بینالود
4. احمدحسین فلاحی - همدان و فامنین
5. حسین حق‌وردی - شهریار، قدس و ملارد
6. جواد کریمی قدوسی - مشهد و کلات
7. حسن نوروزی - رباط کریم و بهارستان
8. حسین‌علی شهریاری - زاهدان
9. عبدالکریم جمیری - بوشهر، گناوه و دیلم
10. اقبال شاکری - تهران، ری، شمیرانات، اسلامشهر و پردیس
11. جبار کوچکی نژاد ارم ساداتی - رشت
12. فاطمه محمدبیگی - قزوین، آبیک و البرز
13. جلال رشیدی کوچی - مرودشت، ارسنجان و پاسارگاد
14. هادی بیگی‌نژاد - ملایر
15. سید جواد حسینی کیا - سنقر
16. رمضانعلی سنگدوینی - گرگان و آق قلا
17. موسی احمدی - عسلویه کنگان، دیر، جم
18. سید علی یزدی‌خواه[۴۰] - تهران، ری، شمیرانات، اسلامشهر و پردیس
19. زهره سادات لاجوردی - تهران، ری، شمیرانات، اسلامشهر و پردیس
20. عبدالعلی رحیمی مظفری - سروستان، کوار و خرامه
21. ابوالفضل ابوترابی[۴۰] - نجف آباد و تیران و کرون
22. محمدصالح جوکار - یزد، اشکذر و بخش ندوشن و دهستان سورک
23. محمد صفری ملک‌میان - رودسر و املش
24. مهدی شریفیان - تهران، ری، شمیرانات، اسلامشهر و پردیس
25. رضا تقی‌پور انوری[۴۰] - تهران، ری، شمیرانات، اسلامشهر و پردیس
26. جعفر قادری - شیراز و زرقان
27. حسین میرزایی - اصفهان
28. سید امیرحسین قاضی‌زاده هاشمی - مشهد و کلات
29. سید کاظم دلخوش اباتری - صومعه سرا
30. حسینعلی حاجی‌دلیگانی - شاهین شهر و میمه و برخوار
31. جعفر راستی - شبستر
32. احمد امیرآبادی فراهانی - قم
33. سید ناصر موسوی لارگانی - فلاورجان
34. محمدحسین فرهنگی - تبریز، آذرشهر و اسکو
35. مهدی روشنفکر - بویراحمد و دنا
36. معصومه پاشایی بهرام - مرند و جلفا
37. مجید نصیرایی - فردوس و طبس

## یادداشت
1. ↑  نام رسمی اولیه طرح در مرداد ۱۴۰۰ «صیانت از حقوق کاربران در فضای مجازی و ساماندهی پیام‌رسان‌های‌اجتماعی» بوده که پس از واکنش‌های گسترده، به نام‌های دیگر تغییر پیدا کرد ولی همچنان در بین عموم مردم با نام طرح صیانت شناخته می‌شود.